# Державный щит Российской империи

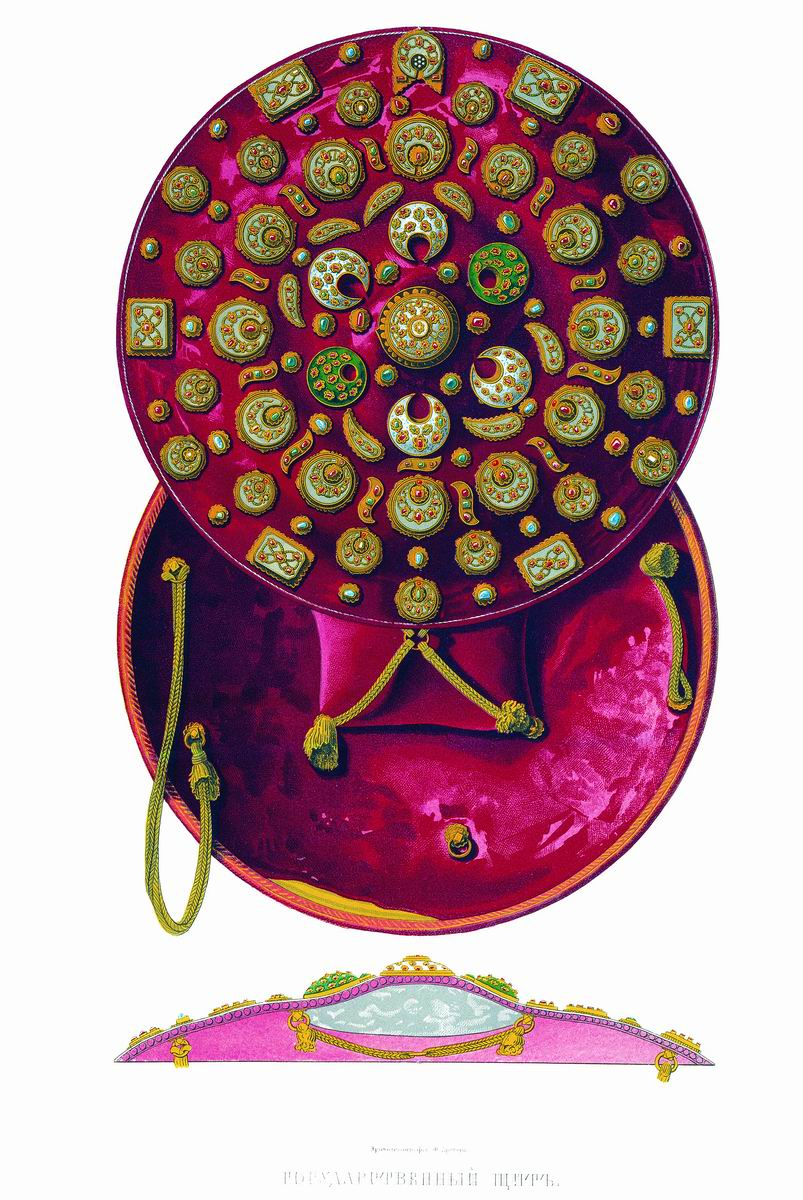
Щит державный (рисунок Фёдора Солнцева в середине XIX века)

Державный щит Российской империи — одна из бывших государственных регалий, хранится в Оружейной палате Московского Кремля.
Именно этот щит был выбран среди других подобных экспонатов Оружейной палаты чисто как государственная регалия лишь в XVIII веке, во времена Елизаветы Петровны. Его торжественно выносили при венчании на царство всех последующих монархов в Успенском соборе Кремля. Некоторые авторы указывают, что щит выносился только при погребении, однако, согласно описанию коронаций русских царей щит выносили по крайней мере при коронации Александра III.

## Описание
Щит сделан мастерами Оружейной палаты в конце XVII века. Его диаметр — 58,4 см.
Щит кожаный на деревянной основе, обтянутый красным бархатом. На его поверхности в четырёх кругах асимметрично расположены серебряные с золотом украшения-бляхи и золотые гнёзда с камнями.
Внутри, по центру, расположена большая металлическая бляха-«плащ» с 16 турмалинами. Вокруг неё сгруппированы 6 золотых гнёзд с камнями. Далее идут в асимметричном порядке 6 металлических блях-плащей, каждая по 14 турмалинов, 7 меньших по размеру металлических блях-«косичек» по 3 камешка и несколько изолированных золотых гнезд по 1 камню. В следующем круге 12 блях-плащей по 6 камней и 13 золотых косичек по 3 камешки. Следующий круг имеет 12 более мелких яшмовых плащей по 6 камней и столько же золотых гнезд по 1 камню. Наконец, последний, внешний круг имеет 6 круглых яшмовых блях-плащей (по 6 камней) и 6 прямоугольных (по 5). Между ними расположены 12 золотых гнёзд по 1 камню.

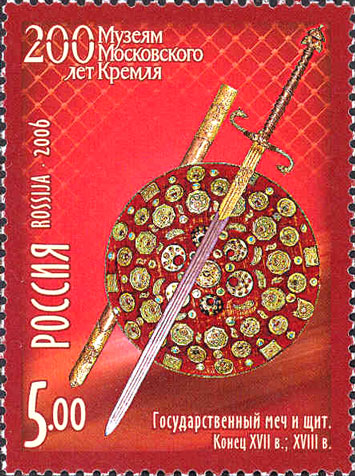
Государственный меч и щит

Значительная часть гнёзд пуста, так как камни были утрачены со временем. Их осталось около 150.